# Gilbert Van Baelen
Gilbert Van Baelen (Neerpelt, 27 juni 1959) is een voormalig Vlaams volksvertegenwoordiger.

## Levensloop
Van opleiding licentiaat in de sociologie werkte Van Baelen van 1982 tot 1988 als bediende bij het pluralistische vormingsinstituut Stichting Lodewijk De Raet. Van 1988 tot 1999 was hij parlementair medewerker in de Kamer van volksvertegenwoordigers.
Hij werd lid van de VLD en was voor deze partij van 1994 tot 1999 en van 2006 tot 2018 provincieraadslid van Limburg. Van 1994 tot 1999 was hij voorzitter van de provincieraad en 2006 tot 2012 was hij gedeputeerde van Limburg, met de bevoegdheden Cultuur, Personeel, Administratieve vereenvoudiging, Informatica, Wonen en Patrimonium.
Na de tweede rechtstreekse Vlaamse verkiezingen van 13 juni 1999 kwam hij midden juli 1999 voor de kieskring Hasselt-Tongeren-Maaseik in het Vlaams Parlement terecht, nadat Jaak Gabriels naar de federale regering was overgestapt. Na de volgende Vlaamse verkiezingen van 13 juni 2004 volgde hij op 22 juli 2004 Vlaams minister Marino Keulen op als Vlaams volksvertegenwoordiger voor de kieskring Limburg. Hij bleef lid van het Vlaams Parlement tot december 2006, toen hij gedeputeerde werd. Als Vlaams Parlementslid zetelde Van Baelen van 1999 tot 2006 in de commissie Onderwijs, Vorming en Wetenschapsbeleid en van 2004 tot 2005 in de commissie Wonen, Stedelijk Beleid, Inburgering en Gelijke Kansen.
Van 2001 tot 2006 en van 2013 tot 2018 was hij tevens gemeenteraadslid van Neerpelt. Nadien was Van Baelen van 2019 tot 2024 gemeenteraadslid van Pelt, de gemeente die ontstond door de fusie van Neerpelt met Overpelt.